# High School D×D/Episodenliste
Diese Episodenliste enthält alle Episoden der japanischen Animeserie High School D×D (jap. ハイスクールD×D, Haisukūru Dī Dī), sortiert nach der japanischen Erstausstrahlung. Viz Media Switzerland hat die Serie für den deutschsprachigen Raum lizenziert und wertet sie auf Anime on Demand und bei Kazé Deutschland aus. Die Erstausstrahlung erfolgte in Deutschland durch ProSieben Maxx und in Japan durch AT-X.

## Staffel 1: High School DxD
| Nr. (ges.) | Nr. (St.) | Deutscher Titel                     | Originaltitel                                           | Erstausstrahlung Japan | Deutschsprachige Erstausstrahlung (D) | Regie              | Drehbuch       |
| --- | --------- | ----------------------------------- | ------------------------------------------------------- | ---------------------- | ------------------------------------- | ------------------ | -------------- |
| 1 | 1         | Ich hab endlich eine Freundin!      | 彼女、できました！ (Kanojo, Dekimashita!)               | 6. Jan. 2012           | 4. März 2015                          | Taro Kubo          | Takao Yoshioka |
| Der etwas seltsame Issei Hyodo versucht schon so lange vergeblich, eine Freundin zu finden, dass er sein Glück kaum fassen kann, als die schöne Yuma ihn zu einem Date einlädt. Was er nicht ahnt: Hinter dem jungen Mädchen verbirgt sich der gefallene Engel Raynare, der Issei kurzerhand tötet. Doch damit beginnt das große Abenteuer für den Schüler erst.                                                                                    |           |                                     |                                                         |                        |                                       |                    |                |
| 2 | 2         | Ich bin kein Mensch mehr!           | 人間、やめました！ (Ningen, Yamemashita!)               | 13. Jan. 2012          | 11. März 2015                         | Kazuhide Kondo     | Takao Yoshioka |
| Issei muss sich mit seiner neuen Lage zurechtfinden: Die Dämonin Rias Gremory hat ihn als einen ihresgleichen wiederbelebt. Eben noch ein Schüler an seiner vermeintlich stinknormalen Highschool, gehört der ehemalige Loser nun zu den Beliebten und wird in die düstere Seite der Kuoh Academy eingeweiht – den Okkultismus-Club und die vielen heißen Mädchen, die dort die Geschicke leiten.                                                   |           |                                     |                                                         |                        |                                       |                    |                |
| 3 | 3         | Ich habe Freunde gefunden!          | 友達、できました！ (Tomodachi, Dekimashita!)            | 20. Jan. 2012          | 18. März 2015                         | Kosuke Kobayashi   | Takao Yoshioka |
| Issei trifft eine junge, bildhübsche Nonne, die sich verlaufen hat: Asia Argento. Er ist total scharf auf das scheinbar unschuldige Mädchen, das zudem über magische Kräfte zu verfügen scheint. Doch Rias verbietet ihm den Umgang mit dem Mädchen und der Kirche, da es ihm als Dämonen gefährlich werden kann. Das Team bekommt es unterdessen mit einem gefährlichen Dämon im Körper einer Frau zu tun, und Issei lernt seine Rolle zu spielen. |           |                                     |                                                         |                        |                                       |                    |                |
| 4 | 4         | Freunden hilft man!                 | 友達、救います！ (Tomodachi, Sukuimasu!)                | 27. Jan. 2012          | 25. März 2015                         | Masayuki Iimura    | Takao Yoshioka |
| Issei erholt sich noch von seinem letzten Kampf. Er weiß, dass er noch wesentlich stärker werden muss, um Asia zu retten, auch wenn ihm Rias davon abrät, da beide auf zwei verschiedenen Seiten stehen: Issei als Dämon und Asia als Dienerin eines gefallenen Engels. Doch er kann es nicht lassen und begibt sich auf gefährliches Terrain … |           |                                     |                                                         |                        |                                       |                    |                |
| 5 | 5         | Ich töte meine Ex-Freundin!         | 元カノ、倒します！ (Motokano, Taoshimasu!)              | 3. Feb. 2012           | 1. Apr. 2015                          | Tetsuya Yanagisawa | Takao Yoshioka |
| Asia ist schwer verletzt. Issei tut alles, um sie zu retten, doch es gelingt ihm nicht. Jetzt gibt es nur noch eine Hoffnung: Issei muss zusehen, wie Asia – ebenso wie er selbst einst – von Rias Gremory wiederbelebt und als Dämonendienerin angestellt wird. |           |                                     |                                                         |                        |                                       |                    |                |
| 6 | 6         | Ich tue, was ein Dämon tun muss!    | アクマ、やってます！ (Akuma, Yattemasu!)                | 10. Feb. 2012          | 8. Apr. 2015                          | Akira Shimizu      | Takao Yoshioka |
| Issei soll auf Rias Geheiß seine Fitness und seine Ausdauer verbessern, um seinen neuen Aufgaben als Dämon gewachsen zu sein. Als wäre das nicht genug, erfährt er obendrein, dass Asia bei ihm und seinen Eltern einzieht und die beiden außerdem künftig in dieselbe Schulklasse gehen. |           |                                     |                                                         |                        |                                       |                    |                |
| 7 | 7         | Ich bekomme einen Hilfsgeist!       | 使い魔、ゲットします！ (Tsukaima, Getto Shimasu!)       | 17. Feb. 2012          | 15. Apr. 2015                         | Takenori Mihara    | Takao Yoshioka |
| Die Schul-Schönheit Rias Gremory setzt sich dafür ein, dass Issei und Asia – ihre beiden neuen Diener – eigene Hilfsgeister bekommen. Natürlich hat Issei auch hier wieder ganz spezielle Vorstellungen … |           |                                     |                                                         |                        |                                       |                    |                |
| 8 | 8         | Ich handle mir Ärger ein!           | 喧嘩、売ります！ (Kenka, Urimasu!)                      | 24. Feb. 2012          | 22. Apr. 2015                         | Koji Kobayashi     | Takao Yoshioka |
| Nicht nur Asia hat es Issei angetan – auch seine Chefin Rias geht dem Schüler nicht aus dem Sinn. Als sie mitten in der Nacht sogar bei ihm auftaucht und ihn bittet, sie zu entjungfern, ist er endgültig verwirrt. Doch bevor es dazu kommen kann, unterbricht sie die geheimnisvolle Grayfia. Die will nicht, dass Rias sich einem Diener hingibt – schließlich ist Rias dem ihr ebenbürtigen Riser vom Phenex-Clan versprochen.                 |           |                                     |                                                         |                        |                                       |                    |                |
| 9 | 9         | Mein Training beginnt!              | 修行、はじめました！ (Shugyō, Hajimemashita!)           | 2. März 2012           | 29. Apr. 2015                         | Kosuke Kobayashi   | Takao Yoshioka |
| Rias macht ihre Dämonen-Schützlinge fit für das Rating Game gegen das Team ihres ungeliebten Verlobten Raiser. Auf dem Trainingsprogramm stehen Bergsteigen, Schwertkampf und Kochen. |           |                                     |                                                         |                        |                                       |                    |                |
| 10 | 10        | Das Spiel beginnt!                  | 決戦、始まります！ (Kessen, Hajimarimasu!)              | 9. März 2012           | 6. Mai 2015                           | Masayuki Iimura    | Takao Yoshioka |
| Das Rating Game zwischen den Teams von Rias und Raiser findet in einer Parallelwelt statt. Beide Teams geben alles, um das Duell jeweils für sich zu entscheiden. |           |                                     |                                                         |                        |                                       |                    |                |
| 11 | 11        | Beifall im Spiel                    | 絶賛、決戦中です！ (Zessan, Kessenchū desu!)            | 16. März 2012          | 13. Mai 2015                          | Taro Kubo          | Takao Yoshioka |
| Noch immer ist das Rating Game in vollem Gange. Die Teams liefern sich fulminante Kämpfe. Es gibt Verluste auf beiden Seiten – und auch Issei erwischt es ziemlich schlimm. |           |                                     |                                                         |                        |                                       |                    |                |
| 12 | 12        | Ich habe mein Versprechen gehalten! | 約束、守りに来ました！ (Yakusoku, Mamori ni Kimashita!) | 23. März 2012          | 20. Mai 2015                          | Tetsuya Yanagisawa | Takao Yoshioka |
| Rias steht kurz davor, in eine Zwangsehe mit Lord Raiser gedrängt zu werden, weil sie und ihr Team das Rating game verloren haben. Aber Issei will seine Chefin unbedingt vor der Verlobung gegen ihren Willen bewahren. |           |                                     |                                                         |                        |                                       |                    |                |
| 1 (OVA) | 13 (OVA)  | –                                   | おっぱい、実ります！ (Oppai, Minorimasu!)               | 6. Sept. 2012          | –                                     | Koji Kobayashi     | Takao Yoshioka |
| – |           |                                     |                                                         |                        |                                       |                    |                |
| 2 (OVA) | 14 (OVA)  | –                                   | おっぱい、求めます！ (Oppai, Motomemasu!)               | 31. Mai 2013           | –                                     | Masayuki Iimura    | Takao Yoshioka |

## Staffel 2: High School DxD New
| Nr. (ges.) | Nr. (St.) | Deutscher Titel                           | Originaltitel                                                          | Erstausstrahlung Japan | Deutschsprachige Erstausstrahlung (D) | Regie              | Drehbuch       |
| --- | --------- | ----------------------------------------- | ---------------------------------------------------------------------- | ---------------------- | ------------------------------------- | ------------------ | -------------- |
| 13 | 1         | Eine bedrohliche Vorahnung, schon wieder! | 不穏な予感、再びです！ (Fuon na Yokan, Futatabi desu!)                 | 7. Juli 2013           | 11. Nov. 2015                         | Masayuki Iimura    | Takao Yoshioka |
| Issei wohnt wieder mit Rias und Asia zusammen, was ihn völlig nervös macht. Rias ist seine Chefin, und Asia soll er beschützen. Trotzdem fühlt sich Issei von beiden Frauen magisch angezogen.                                              |           |                                           |                                                                        |                        |                                       |                    |                |
| 14 | 2         | Die Heiligen Schwerter in Aktion!         | 聖剣、来ました！ (Seiken, Kimashita!)                                  | 14. Juli 2013          | 18. Nov. 2015                         | Kenichi Matsuzawa  | Takao Yoshioka |
| Issei wohnt wieder mit Rias und Asia zusammen, was ihn völlig nervös macht. Rias ist seine Chefin, und Asia soll er beschützen. Trotzdem fühlt sich Issei von beiden Frauen magisch angezogen.                                              |           |                                           |                                                                        |                        |                                       |                    |                |
| 15 | 3         | Ich zerstöre das Heilige Schwert!         | 聖剣、破壊します！ (Seiken, Hakai Shimasu!)                            | 21. Juli 2013          | 25. Nov. 2015                         | Takashi Kobayashi  | Takao Yoshioka |
| Beim Kampf mit seiner einstigen Jugendfreundin Irina Shidou wird Issei von deren Schwert verletzt. |           |                                           |                                                                        |                        |                                       |                    |                |
| 16 | 4         | Ein megastarker Gegner taucht auf!        | 強い敵、現れました！ (Tsuyoi Teki, Arawaremashita!)                    | 28. Juli 2013          | 2. Dez. 2015                          | Masakazu Amiya     | Takao Yoshioka |
| Rias, Issei und Asia bekommen Ärger mit einem mächtigen Gegner: Kokabil, der Anführer der gefallenen Engel, hat es auf sie abgesehen. Mit seinem Handlanger Fred, einem einstigen Priester, macht er Jagd auf die Dämonen …                 |           |                                           |                                                                        |                        |                                       |                    |                |
| 17 | 5         | Entscheidungsschlacht in der Kuo-Schule!  | 決戦、駒王学園！ (Kessen, Kuō Gakuen!)                                 | 4. Aug. 2013           | 9. Dez. 2015                          | Tetsuya Yanagisawa | Takao Yoshioka |
| Im Kampf gegen die Dämonen zieht Kokabil ein weiteres Ass aus dem Ärmel: ein hundeartiges Monster mit drei Köpfen! Doch das ist noch nicht alles. Kokabils Helfer Fred setzt mehrere gefährliche Excalibur-Schwerter gegen die Dämonen ein. |           |                                           |                                                                        |                        |                                       |                    |                |
| 18 | 6         | Auf in den Kampf, Okkultismusklub!        | 行け! オカルト研究部！ (Ike! Okaruto Kenkyū-bu!)                       | 11. Aug. 2013          | 16. Dez. 2015                         | Taro Kubo          | Takao Yoshioka |
| Die Dämonen bekommen Zuwachs: Xenovia bekennt sich zu ihnen. Außerdem wird Kokabil von dem Weißen Drachenkaiser geschwächt, der wie aus dem Nichts heraus auftaucht und sich gegen den Anführer der gefallenen Engel wendet.                |           |                                           |                                                                        |                        |                                       |                    |                |
| 19 | 7         | Sommer! Bikinis! Pinch!                   | 夏です！水着です！ピンチです！ (Natsu desu! Mizugi desu! Pinchi desu!) | 18. Aug. 2013          | 23. Dez. 2015                         | Isshin Shimizu     | Takao Yoshioka |
| Rias, Issei und die anderen sollen der Pool der Schule säubern und dürfen zum Dank darin baden. Issei ist außer sich, seine schöne Chefin im Bikini bewundern zu dürfen …                                                                   |           |                                           |                                                                        |                        |                                       |                    |                |
| 20 | 8         | Der Tag der offenen Tür beginnt!          | 授業参観、はじまります！ (Jugyō Sankan, Hajimarimasu!)                 | 25. Aug. 2013          | 30. Dez. 2015                         | Masayuki Iimura    | Takao Yoshioka |
| Issei begegnet dem Weißen Drachenkaiser. Rias vermutet, dass dieser mit den gefallenen Engeln verkehrt. |           |                                           |                                                                        |                        |                                       |                    |                |
| 21 | 9         | Eine neue jüngere Kameradin!              | 後輩、できました！ (Kōhai, Dekimashita!)                               | 1. Sept. 2013          | 6. Jan. 2016                          | Takashi Kobayashi  | Takao Yoshioka |
| Im Okkultismus-Klub wird ein neues Mitglied aufgenommen: Gesper sieht aus wie ein Mädchen, ist aber ein Junge. Rias nimmt ihn unter ihre Fittiche.                                                                                          |           |                                           |                                                                        |                        |                                       |                    |                |
| 22 | 10        | Die drei Parteien!                        | 色々、三すくみです！ (Iroiro, Sansukumi desu!)                         | 8. Sept. 2013          | 13. Jan. 2016                         | Yoshikata Nitta    | Takao Yoshioka |
| Issei begegnet Michael, dem Chef der Engel, zum ersten Mal. Außerdem setzt er sein Training mit Gasper fort, dem es ein wenig an Disziplin mangelt.                                                                                         |           |                                           |                                                                        |                        |                                       |                    |                |
| 23 | 11        | Die Gipfelkonferenz beginnt!              | トップ会談、はじまります！ (Toppu Kaidan, Hajimarimasu!)               | 15. Sept. 2013         | 20. Jan. 2016                         | Masayuki Iimura    | Takao Yoshioka |
| Während der Gipfelkonferenz mit Michael, dem Chef der Engel, bleibt plötzlich die Zeit stehen und einige der Anwesenden sind wie gelähmt. Issei und Rias versuchen, Gasper aus der Gewalt der Magier zu befreien.                           |           |                                           |                                                                        |                        |                                       |                    |                |
| 24 | 12        | Konfrontation der zwei Himmelsdrachen!    | 二天龍、激突！ (Nitenryū, Gekitotsu!)                                  | 22. Sept. 2013         | 27. Jan. 2016                         | Yasuhiro Minami    | Takao Yoshioka |
| Issei und Rias kämpfen gegen Vali, der zur Hälfte Mensch, zur Hälfte ein Nachfahre Satans ist. Vali droht, Isseis Eltern zu töten. |           |                                           |                                                                        |                        |                                       |                    |                |
| 3 (OVA) | 13 (OVA)  | –                                         | おっぱい、包みます！ (Oppai, Tsutsumimasu!)                            | 15. März 2015          | –                                     | Tetsuya Yanagisawa | Takao Yoshioka |

## Staffel 3: High School DxD BorN
| Nr. (ges.) | Nr. (St.) | Deutscher Titel                  | Originaltitel                                        | Erstausstrahlung Japan | Deutschsprachige Erstausstrahlung (D) | Regie                           | Drehbuch       |
| --- | --------- | -------------------------------- | ---------------------------------------------------- | ---------------------- | ------------------------------------- | ------------------------------- | -------------- |
| 25 | 1         | Sommerferien in der Hölle!       | 夏休み、冥界へGO (Natsuyasumi, Meikai e GO!)         | 4. Apr. 2015           | 16. Nov. 2016                         | Shunji Yoshida                  | Takao Yoshioka |
| Wie alle anderen Schüler auch freut sich Issei auf die bevorstehenden Sommerferien. Doch seine Pläne für die schulfreie Zeit werden von Rias durchkreuzt, die von ihm erwartet, dass er sie in die Unterwelt begleitet. Während sich Issei und Rias auf ihr gemeinsames Abenteuer vorbereiten, verhält sich Koneko seltsam …                                            |           |                                  |                                                      |                        |                                       |                                 |                |
| 26 | 2         | Versammlung der Nachwuchs-Satane | 若手悪魔、集合です (Wakate Akuma, Shūgō desu!)       | 11. Apr. 2015          | 23. Nov. 2016                         | Matsuo Asami                    | Takao Yoshioka |
| Issei und die anderen beginnen ihr Training, um ihre Fähigkeiten zu stärken. Ihre Kräfte werden sie bald brauchen: Die Satane rotten sich bereits zusammen, um anzugreifen … |           |                                  |                                                      |                        |                                       |                                 |                |
| 27 | 3         | Katze und Drache                 | 猫とドラゴン (Neko to Doragon)                       | 18. Apr. 2015          | 30. Nov. 2016                         | Matsuo Asami                    | Takao Yoshioka |
| Kuroka will ihre Schwester Koneko entführen. Rias und Issei versuchen, das zu verhindern. Zur selben Zeit taucht bei der Großen Versammlung ein Unbekannter auf, der für Wirbel sorgt … |           |                                  |                                                      |                        |                                       |                                 |                |
| 28 | 4         | Wir treten dem Feind entgegen    | 迎撃、開始です！ (Geigeki, Kaishi desu!)             | 25. Apr. 2015          | 7. Dez. 2016                          | Yasuhiro Minami                 | Takao Yoshioka |
| Loki wurde vorübergehend weggesperrt Rias und ihre Familie sind unter den Freiwilligen, die versuchen, ihn zurückzuhalten. |           |                                  |                                                      |                        |                                       |                                 |                |
| 29 | 5         | Der letzte Tag der Sommerferien  | 夏休み最後の日です！ (Natsuyasumi Saigo no Hi desu!) | 2. Mai 2015            | 14. Dez. 2016                         | Takahiro Majima                 | Takao Yoshioka |
| Nun, da Loki besiegt ist, kehren Rias und ihr Gefolge in die Menschenwelt zurück. Zu Hause erwartet Issei ein ganzer Stapel Hausaufgaben, doch ihm steht der Sinn nach Angenehmerem: Ein Date mit Akeno vernebelt ihm die Sinne. |           |                                  |                                                      |                        |                                       |                                 |                |
| 30 | 6         | Das neue Schuljahr beginnt       | 二学期, はじめました！ (Nigakki, Hajimemashita!)     | 9. Mai 2015            | 21. Dez. 2016                         | Hodaka Kuramoto                 | Takao Yoshioka |
| Die Schule hat wieder begonnen für Issei und seine Freunde. Seit Neuestem wohnen Irina und Rossweisse bei Issei und Rias im Haus. Außerdem nähert sich das alljährliche Sportfest, auf das sich alle vorbereiten. |           |                                  |                                                      |                        |                                       |                                 |                |
| 31 | 7         | Der Abend vor dem Kampf          | 対戦前夜です！ (Taisen Zen’ya desu!)                 | 16. Mai 2015           | 28. Dez. 2016                         | Kaoru Habana                    | Takao Yoshioka |
| Asia wird immer noch von Diodora bedrängt. Währenddessen bereiten sich Issei und die anderen auf den Kampf vor. Sie bemerken nicht, dass im Hintergrund dunkle Machenschaften vor sich gehen. |           |                                  |                                                      |                        |                                       |                                 |                |
| 32 | 8         | Wir retten Asia!                 | アーシア、救います！ (Āshia, Sukuimasu!)             | 23. Mai 2015           | 4. Jan. 2017                          | Shunji Yoshida                  | Takao Yoshioka |
| Um Asia zu retten, lassen Rias und die anderen den Kampf gegen die Chaos-Brigade ruhen und eilen zum Tempel. Doch dort wartet schon Diodora auf die Freunde. Um Asia aus seinen Fängen zu befreien, müssen sie erst einmal eine Prüfung bestehen. |           |                                  |                                                      |                        |                                       |                                 |                |
| 33 | 9         | Dragon of Dragon                 | ドラゴン・オブ・ドラゴン (Doragon Obu Doragon)       | 30. Mai 2015           | 11. Jan. 2017                         | Masayuki Nomoto Yasuhiro Minami | Takao Yoshioka |
| Der plötzliche Tod Asias nimmt Issei schwer mit. Er trifft eine folgenschwere Entscheidung. Azazel und Sir Zechs treffen auf die Anführer der Chaos-Brigade. |           |                                  |                                                      |                        |                                       |                                 |                |
| 34 | 10        | Das Ende des Okkultismus-Klubs?  | オカ研消失！？ (Oka-ken Shōshitsu!?)                 | 6. Juni 2015           | 18. Jan. 2017                         | Matsuo Asami                    | Takao Yoshioka |
| Asia rettet Issei, indem sie einen Drachen heilt. Endlich können sie die Heimkehr antreten. |           |                                  |                                                      |                        |                                       |                                 |                |
| 35 | 11        | Ich kämpfe!                      | 俺、戦います！ (Ore, Tatakaimasu!)                   | 13. Juni 2015          | 25. Jan. 2017                         | Motohiro Abe                    | Takao Yoshioka |
| Auf der Suche nach Hilfe sucht Issei Vali auf, der sich in der Unterwelt befindet. |           |                                  |                                                      |                        |                                       |                                 |                |
| 36 | 12        | Immer und immer wieder!          | いつでも、いつまでも！ (Itsudemo, Itsumademo!)       | 20. Juni 2015          | 1. Feb. 2017                          | Hodaka Kuramoto                 | Takao Yoshioka |
| Statt seiner Unschuld verliert der Schüler Issei Hyodo bei seinem ersten Date sein Leben. Glücklicherweise ist die Schulschönheit Rias Gremory zur Stelle – die Rothaarige ist kein normales Mädchen, sondern ein Dämon. Sie lässt Issei ebenfalls als Dämon wieder auferstehen. In ihrem Clan soll er ihr dienen und mit ihr den Kampf gegen dunkle Kräfte aufnehmen … |           |                                  |                                                      |                        |                                       |                                 |                |
| 4 (OVA) | 1 (OVA)   | –                                | 蘇らない不死鳥 (Yomigaeranai Fushichō)               | 9. Dez. 2015           | –                                     | Tetsuya Yanagisawa              | Takao Yoshioka |

## Staffel 4: High School DxD Hero
| Nr. (ges.) | Nr. (St.) | Deutscher Titel                                                 | Originaltitel | Erstausstrahlung Japan | Deutschsprachige Erstausstrahlung (D) | Regie | Drehbuch |
| --- | --------- | --------------------------------------------------------------- | --- | ---------------------- | ------------------------------------- | ----- | -------- |
| - | 0         | Holy hinter der Turnhalle                                       | 体育館裏のホーリー (Taiikukan ura no Hōrī)                                                                        | 10. Apr. 2018          | -                                     | -     | -        |
| Wenn jemand einem seiner Mädchen etwas antut, wird Issei Hyodo zum mächtigen Drachenkaiser außer Rand und Band, insbesondere, wenn es um seine geliebte Asia geht.                              |           |                                                                 | |                        |                                       |       |          |
| 37 | 1         | Ja, auf nach Kyoto!                                             | そうさ、京都に行こう (Sō sa, Kyōto ni ikō)                                                                        | 17. Apr. 2018          | -                                     | -     | -        |
| Issei und seine Klassenkameraden freuen sich auf die bevorstehende Klassenfahrt nach Kyoto. Vorher testet Rias Cousin Sairaorg Isseis Drachenkaiserkräfte in einem rassigen Battle.             |           |                                                                 | |                        |                                       |       |          |
| 38 | 2         | Überfall auf der Klassenfahrt!                                  | 修学旅行、いきなり襲撃です (Shūgakuryokō, Ikinari Shūgeki desu)                                                   | 24. Apr. 2018          | -                                     | -     | -        |
| Issei und seine Klassenkameraden sind auf Klassenfahrt in Kyoto. Neben Tempeln und den Toren des Fushimi-Inari-Schreins gehören dazu natürlich auch etliche dämonische und erotische Eskapaden. |           |                                                                 | |                        |                                       |       |          |
| 39 | 3         | Mit echten Helden im Team!                                      | 英雄さまごー行です (Eiyū-sama go-ikkō desu)                                                                       | 1. Mai 2018            | -                                     | -     | -        |
| 40 | 4         | Entscheidungskampf! Gregory-Clan vs. Helden-Fraktion in Kyoto!  | 決戦!グレモリー眷属VS英雄派IN京都 (Kessen! Guremorī Kenzoku VS Eiyū-ha IN Kyōto)                                  | 8. Mai 2018            | -                                     | -     | -        |
| 41 | 5         | Mein Potenzial wird freigesetzt!                                | 可能性が解き放たれます！ (Kanōsei ga Tokihanataremasu!)                                                           | 15. Mai 2018           | -                                     | -     | -        |
| 42 | 6         | Das Klassenfahrt-Pandämonium!                                   | 修学旅行はパンデモニウム (Shūgakuryokō wa Pandemoniumu)                                                           | 22. Mai 2018           | -                                     | -     | -        |
| 43 | 7         | Vorbereitung aufs Schulfest!                                    | 学園祭の準備です！ (Gakuensai no Junbi desu!)                                                                     | 29. Mai 2018           | -                                     | -     | -        |
| 44 | 8         | Die Gefühle von Mädchen sind kompliziert!                       | 乙女心は複雑です (Otome Kokoro wa Fukuzatsu desu)                                                                 | 5. Juni 2018           | -                                     | -     | -        |
| 45 | 9         | Der Entscheidungskampf der stärksten Nachwuchs-Dämonen beginnt! | 若手最強決定戦、開始です！ (Wakate Saikyō Kettei-sen, Kaishi desu!)                                               | 12. Juni 2018          | -                                     | -     | -        |
| 46 | 10        | Als Diener von Rias Gremory                                     | リアス・グレモリーの眷属として (Riasu Guremorī no Kenzoku to shite)                                               | 19. Juni 2018          | -                                     | -     | -        |
| 47 | 11        | Life.Max VS. Power.Max: Mann gegen Mann                         | life.MAX VS power.MAX『赤龍帝 対 獅子王』 (life.MAX vs power.MAX „Akaryūtei tai Shishiō“)                         | 26. Juni 2018          | -                                     | -     | -        |
| 48 | 12        | Löwenherz beim Schulfest                                        | life.MAXIMUM VS power.MAXIMUM『学園祭のライオンハート』 (life.MAXIMUM VS power.MAXIMUM „Gakuensai no Raion Hāto“) | 3. Juli 2018           | -                                     | -     | -        |